# Gopo pentru cel mai bun film de lungmetraj
Gopo pentru cel mai bun film de lungmetraj sunt premii acordate în cadrul galei Premiilor Gopo.
Sunt considerate eligibile pentru a fi nominalizate filmele românești de lung metraj produse în România sau realizate în regim de coproducție, dar cu participare majoritar românească care au avut premiera pe ecranele din România în perioada 1 ianuarie – 31 decembrie a anului precedent și au beneficiat de cel puțin o săptămână de difuzare cinematografică.
Filmele câștigătoare și cele nominalizate la Premiile Gopo pentru cel mai bun film de lung metraj:

## Anii 2000
| Film                               | Regizor            | Producător                          | Casa de producție |
| ---------------------------------- | ------------------ | ----------------------------------- | ----------------- |
| A fost sau n-a fost?               | Corneliu Porumboiu | Corneliu Porumboiu                  | 42km Film         |
| Cum mi-am petrecut sfârșitul lumii | Cătălin Mitulescu  | Cătălin Mitulescu, Daniel Mitulescu | Strada Film       |
| Hârtia va fi albastră              | Radu Muntean       | Dragoș Vîlcu                        | Multimedia Est    |
| Legături bolnăvicioase             | Tudor Giurgiu      | Oana Giurgiu                        | Libra Film        |

| Film                            | Regizor          | Producător                 | Casa de producție |
| ------------------------------- | ---------------- | -------------------------- | ----------------- |
| 4 luni, 3 săptămâni și 2 zile   | Cristian Mungiu  | Oleg Mutu, Cristian Mungiu | Mobra Films       |
| California Dreamin' (Nesfârșit) | Cristian Nemescu | Andrei Boncea              | Mediapro Pictures |

| Film              | Regizor                     | Producător                                                 | Casa de producție                                                                      |
| ----------------- | --------------------------- | ---------------------------------------------------------- | -------------------------------------------------------------------------------------- |
| Restul e tăcere   | Nae Caranfil                | Cristian Comeagă                                           | Domino Film                                                                            |
| Boogie            | Radu Muntean                | Dragoș Vîlcu                                               | Multimedia Est                                                                         |
| Cocoșul decapitat | Radu Gabrea, Marijan Vaijda | Radu Gabrea, Laszlo Kantor, Arno Ortmair, Dieter Pochlatko | Total TV, Uj Budapest Filmstudio, EPO-Film-Produktionskges, Film-Line Productions GmbH |

## Anii 2010
| Film                           | Regizor            | Producător                                    | Casa de producție                                                 |
| ------------------------------ | ------------------ | --------------------------------------------- | ----------------------------------------------------------------- |
| Polițist, adjectiv             | Corneliu Porumboiu | Corneliu Porumboiu                            | 42km Film                                                         |
| Cea mai fericită fată din lume | Radu Jude          | Ada Solomon                                   | HiFilm, Circe Films                                               |
| Concertul                      | Radu Mihăileanu    | Alain Attal                                   | Les Productions du Trésor, Oi Oi Oi, France 3 Cinéma, Castel Film |
| Katalin Varga                  | Peter Strickland   | Peter Strickland, Tudor Giurgiu, Oana Giurgiu | Libra Film, Hai Hui Entertainment                                 |

| Film                                | Regizor            | Producător                          | Casa de producție                              |
| ----------------------------------- | ------------------ | ----------------------------------- | ---------------------------------------------- |
| Eu când vreau să fluier, fluier     | Florin Șerban      | Cătălin Mitulescu, Daniel Mitulescu | Strada Film, Film I Väst, The Chimney Pot      |
| Autobiografia lui Nicolae Ceaușescu | Andrei Ujică       | Velvet Moraru                       | ICON Productions                               |
| Marți, după Crăciun                 | Radu Muntean       | Dragoș Vîlcu                        | Multi Media Est                                |
| Medalia de onoare                   | Peter Călin Netzer | Liviu Marghidan                     | Scharf Film, Abis Studio, Pandora Films        |
| Morgen                              | Marian Crișan      | Anca Puiu                           | Mandragora Movies, Slot Machine, Katapult Film |

| Film                                   | Regizor              | Producător                                                                                           | Casa de producție        |
| -------------------------------------- | -------------------- | --- | ------------------------ |
| Aurora                                 | Cristi Puiu          | Bobby Păunescu, Anca Puiu                                                                            | Mandragora Movies        |
| Din dragoste cu cele mai bune intenții | Adrian Sitaru        | Ada Solomon, Monica Gorgan, Emõke Vágási                                                             | 4 Proof Film             |
| Loverboy                               | Cătălin Mitulescu    | Marcian Lazăr, Daniel Mitulescu, Tomas Eskilsson, Fredrik Zander, Florentina Onea, Cătălin Mitulescu | Strada Film, Film i Väst |
| Crulic - Drumul spre dincolo           | Anca Damian          | Anca Damian                                                                                          | Aparte Film              |
| Periferic                              | Bogdan George Apetri | Alexandru Teodorescu                                                                                 | Saga Film                |

| Film                            | Regizor          | Producător                            | Casa de producție |
| ------------------------------- | ---------------- | ------------------------------------- | --- |
| Toată lumea din familia noastră | Radu Jude        | Ada Solomon                           | HiFilm Productions, Circle Films, Abis Studio |
| Despre oameni și melci          | Tudor Giurgiu    | Tudor Giurgiu, Oana Giurgiu           | Libra Film, Agat Films |
| Undeva la Palilula              | Silviu Purcărete | Tudor Giurgiu                         | Libra Film, Studioul Cinematografic al Ministerului Culturii, C-Story Production, Generic Audiovizual, Family Film, Abis Studio, Hai-Hui Entertainment |
| Visul lui Adalbert              | Gabriel Achim    | Gabriel Achim, Monica Lăzurean-Gorgan | Green Film, 4Proof Film |

| Film                                              | Regizor               | Producător                      | Casa de producție              |
| ------------------------------------------------- | --------------------- | ------------------------------- | ------------------------------ |
| Poziția copilului                                 | Călin Peter Netzer    | Călin Peter Netzer, Ada Solomon | Parada Film                    |
| Câinele japonez                                   | Tudor Cristian Jurgiu | Tudor Giurgiu                   | Libra Film Productions         |
| Când se lasă seara peste București sau Metabolism | Corneliu Porumboiu    | Marcela Ursu, Sylvie Pialat     | 42 KM Film, Les Films du Worso |
| La limita de jos a cerului                        | Igor Cobileanski      | Alexandru Teodorescu            | Saga Film                      |
| Rocker                                            | Marian Crișan         | Anca Puiu                       | Mandragora Movies              |

| Regizor             | Film               | Producător                | Casa de producție |
| ------------------- | ------------------ | ------------------------- | ----------------- |
| Mai aproape de lună | Nae Caranfil       | Bobby Păunescu (executiv) | Mandragora Movies |
| Q.E.D.              | Andrei Gruzsniczki | Velvet Moraru             | Icon production   |
| Al doilea joc       | Corneliu Porumboiu | Marcela Ursu              | 42km Film         |

| Film              | Regizor            | Producător                                                                         | Casa de producție                                                              |
| ----------------- | ------------------ | ---------------------------------------------------------------------------------- | ------------------------------------------------------------------------------ |
| Aferim!           | Radu Jude          | Ada Solomon                                                                        | HI Film Productions, Klas Film, Endorfilm                                      |
| București NonStop | Dan Chișu          | Dan Chișu, Codin Maticiuc, Liviu Pojoni Jr.                                        | DaKINO Productions, Stop Film                                                  |
| Comoara           | Corneliu Porumboiu | Rémi Burah, Julie Gayet, Sylvie Pialat, Olivier Père, Nadia Turincev, Marcela Ursu | 42 Km Film, Arte France Cinéma, Centre National du Cinéma et de L'image Animée |
| De ce eu?         | Tudor Giurgiu      | Oana Giurgiu                                                                       | Libra Film Production                                                          |
| Un etaj mai jos   | Radu Muntean       | Oana Kelemen                                                                       | BLECK FILM & TV AB, Centre National du Cinéma et de L'image Animée, Chimney    |

| Film              | Regizor         | Producător      | Casa de producție   |
| ----------------- | --------------- | --------------- | ------------------- |
| Sieranevada       | Cristi Puiu     | Anca Puiu       | Mandragora Movies   |
| Câini             | Bogdan Mirică   | Marcela Ursu    | 42KM Film           |
| Inimi cicatrizate | Radu Jude       | Ada Solomon     | Hi Film Productions |
| Două lozuri       | Paul Negoescu   | Dragoș Bucur    | Actoriedefilm.ro    |
| Bacalaureat       | Cristian Mungiu | Cristian Mungiu | Mobra Film          |

| Film                                          | Regizor       | Producător                                              | Casa de producție                                  |
| --------------------------------------------- | ------------- | ------------------------------------------------------- | -------------------------------------------------- |
| Un pas în urma serafimilor                    | Daniel Sandu  | Ioana Drăghici, Ada Solomon                             | HI Film Productions                                |
| 6,9 pe scara Richter                          | Nae Caranfil  | Gábor Garami, Hristo Hristov, Cristian Mungiu           | Cinema-Film H.I.P., Korund-X / Nike-I, Mobra Films |
| Breaking News                                 | Iulia Rugină  | Bogdan Craciun, Oana Giurgiu, Tudor Giurgiu             | Hai Hui Entertainement, Libra Film                 |
| Fixeur                                        | Adrian Sitaru | Anamaria Antoci, Adrian Silișteanu                      | 4 Proof Film, Petit Film                           |
| Meda sau Partea nu prea fericită a lucrurilor | Emanuel Pârvu | Miruna Berescu, Dan Chișu, Dorin Mirea, Domnica Predoiu | DaKINO Production, FamArt Production               |

| Film                                                     | Regizor            | Producător                                                     | Casa de producție   |
| -------------------------------------------------------- | ------------------ | -------------------------------------------------------------- | ------------------- |
| Moromeții 2                                              | Stere Gulea        | Tudor Giurgiu                                                  | Transilvania Film   |
| Charleston                                               | Andrei Crețulescu  | Velvet Moraru, Marie Legrand, Rani Massalha, Andrei Crețulescu | ICON production     |
| Dragoste 1. Câine                                        | Florin Șerban      | Florin Șerban, Florentina Onea, Oana Kelemen                   | Fantascope Films    |
| Îmi este indiferent dacă în istorie vom intra ca barbari | Radu Jude          | Ada Solomon                                                    | Hi Film Productions |
| Pororoca                                                 | Constantin Popescu | Liviu Mărghidan, Lissandra Haulica                             | Scharf Advertising  |

## Anii 2020
| Film                           | Regizor            | Producător                                    | Casa de producție |
| ------------------------------ | ------------------ | --------------------------------------------- | ----------------- |
| La Gomera                      | Corneliu Porumboiu | Marcela Ursu, Patricia Poienaru               | 42km Film         |
| Călătoria fantastică a Maronei | Anca Damian        | Anca Damian                                   | Aparte Film       |
| Monștri.                       | Marius Olteanu     | Claudiu Mitcu, Robert Fița, Ion Ioachim Stroe | Parada Film       |
| Parking                        | Tudor Giurgiu      | Bogdan Crăciun, Tudor Giurgiu                 | Cercanias AIE     |
| Nu mă atinge-mă                | Adina Pintilie     | Adina Pintilie, Bianca Oana                   | Manekino Film     |

| Film                | Regizor          | Producător                                                             | Casa de producție                                  |
| ------------------- | ---------------- | ---------------------------------------------------------------------- | -------------------------------------------------- |
| Colectiv            | Alexander Nanau  | Alexander Nanau, Bianca Oana, Bernard Michaux, Hanka Kastelicova       | Alexander Nanau Production, Samsa Film, HBO Europe |
| Acasă               | Radu Ciorniciuc  | Monica Lăzurean-Gorgan, Ümit Uludağ, Hanka Kastelicova, Ari Matikainen | Manifest Film, Corso Film, Kinocompany, HBO Europe |
| Ivana cea Groaznică | Ivana Mladenovic | Ada Solomon, Ivana Mladenovic                                          | MicroFILM                                          |
| Tipografic Majuscul | Radu Jude        | Ada Solomon                                                            | MicroFILM                                          |

| Film                                   | Regizor              | Producător                          | Casa de producție        |
| -------------------------------------- | -------------------- | ----------------------------------- | ------------------------ |
| Babardeală cu bucluc sau porno balamuc | Radu Jude            | Ada Solomon                         | MicroFILM                |
| Câmp de maci                           | Eugen Jebeleanu      | Velvet Moraru                       | ICON Production          |
| Malmkrog                               | Cristi Puiu          | Anca Puiu, Smaranda Puiu            | Mandragora, Iadasarecasa |
| Neidentificat                          | Bogdan George Apetri | Florin Șerban, Bogdan George Apetri | Fantascope               |
| Otto barbarul                          | Ruxandra Ghițescu    | Iuliana Tarnovețchi, Oana Prata     | Alien Film               |

| Film                          | Regizor                              | Producător                                               | Casa de producție                                    |
| ----------------------------- | ------------------------------------ | -------------------------------------------------------- | ---------------------------------------------------- |
| Oameni de treabă              | Paul Negoescu                        | Anamaria Antoci, Ana Voicu, Paul Negoescu, Poli Angelova | Papillon Film, Tangaj Production                     |
| Crai nou                      | Alina Grigore                        | Gabi Suciu, Robi Urs                                     | InLight, Atelier de Film, Forest Film                |
| Imaculat                      | Monica Stan, George Chiper-Lillemark | Marcian Lazăr                                            | Axel Film, Centrul Național al Cinematografiei       |
| Metronom                      | Alexandru Belc                       | Cătălin Mitulescu, Viorel Chesaru, Ruxandra Slotea       | Strada Film, Midralgar                               |
| Miracol                       | Bogdan George Apetri                 | Oana Iancu, Bogdan George Apetri                         | The East Company Productions, Cineart TV, Tasse Film |
| Pentru mine tu ești Ceaușescu | Sebastian Mihăilescu                 | Claudiu Mitcu, Robert Fița, Ioachim Stroe                | We are basca                                         |

| Film                                       | Regizor       | Producător                                          | Casa de producție                  |
| ------------------------------------------ | ------------- | --------------------------------------------------- | ---------------------------------- |
| Libertate                                  | Tudor Giurgiu | Oana Bujgoi Giurgiu, Tudor Giurgiu                  | Libra Films                        |
| Boss                                       | Bogdan Mirică | Corneliu Porumboiu                                  | 42 KM FILM                         |
| MMXX                                       | Cristi Puiu   | Dragoș Bucur, Dorian Boguță, Cristi Puiu, Anca Puiu | Block Media Management, Mandragora |
| Nu aștepta prea mult de la sfârșitul lumii | Radu Jude     | Adrian Sitaru, Ada Solomon                          | 4 Proof Film, Micro Film           |
| Spre nord                                  | Mihai Mincan  | Radu Stancu, Ioana Lascăr                           | deFilm                             |

| Film                                 | Regizor                                            | Producător                                     | Casa de producție    |
| ------------------------------------ | -------------------------------------------------- | ---------------------------------------------- | -------------------- |
| Anul Nou care n-a fost               | Bogdan Mureșanu                                    | Bogdan Mureșanu                                | Kinotopia            |
| Alice ON & OFF                       | Isabela Tent                                       | Irina Malcea-Candea                            | Luna Film            |
| Moromeții 3                          | Stere Gulea                                        | Oana Bujgoi Giurgiu, Tudor Giurgiu             | Libra Films          |
| Nasty                                | Tudor Giurgiu, Cristian Pascariu, Tudor D. Popescu | Tudor Giurgiu, Cosmin Hodor, Hanka Kastelicová | Libra Films, HBO Max |
| Săptămâna Mare                       | Andrei Cohn                                        | Anca Puiu                                      | Mandragora           |
| Trei kilometri până la capătul lumii | Emanuel Pârvu                                      | Miruna Berescu                                 | Asociația FAMART     |